# Philip Roller
Philip Roller (* 10. Juni 1994 in Göppingen) ist ein deutsch-thailändischer Fußballspieler.

## Karriere

### Verein
Roller stammt aus Bad Boll und begann seine Karriere beim heimischen TSV Bad Boll. In der Jugend spielte er zudem beim 1. FC Eislingen und dem VfL Kirchheim. Nachdem spielte er für den SSV Ulm 1846 und wechselte im Januar 2011 in die Schweiz zum Grasshopper Club Zürich, wo er auch in der zweiten Mannschaft spielte. Im Januar 2013 kehrte er nach Deutschland zurück, wo er für die U-19 der Stuttgarter Kickers spielte. Im Sommer 2013 wechselte er zum Viertligisten FV Illertissen, wo er jedoch nie eingesetzt wurde. Nach einem halben Jahr in Illertissen ging er im Januar 2014 zum Fünftligisten TSV Grunbach. Nach dessen Rückzug aus der Oberliga im Sommer 2014 wechselte Roller zum Viertligisten SVN Zweibrücken. Nachdem sein Vertrag zum 31. Dezember 2014 aufgelöst worden war, zog es ihn in die fünfte Liga zum SC Pfullendorf. Nach einem halben Jahr wechselte er nach Österreich zum Profiverein SC Austria Lustenau.
Nach der Saison 2016/17 verließ er die Lustenauer und wechselte nach Thailand zum Erstligisten Ratchaburi Mitr Phol. Mit Ratchaburi stand er 2019 im Finale des FA Cup. Hier gewann der Erstligist Port FC das Endspiel mit 1:0. Im Mai 2021 wechselte er zum Ligakonkurrenten Port FC. Bei dem Verein aus der Hauptstadt Bangkok stand er bis Sommer 2023 unter Vertrag. Für Port bestritt er 26 Ligaspiele.

### Nationalmannschaft
2017 kam Roller, der die thailändische Staatsbürgerschaft annahm, im King’s Cup zur Länderspielpremiere für die thailändische Fußballnationalmannschaft.

## Erfolge

### Verein
Ratchaburi Mitr Phol FC
- FA Cup: 2019 (Finalist)

### Nationalmannschaft
- King’s Cup: 2018 (2. Platz)

Südostasienmeisterschaft: 2021

## Auszeichnungen
Thai League
- Best XI: 2020/21